# Mesochorus versutus
Mesochorus versutus är en stekelart som beskrevs av Dasch 1974. Mesochorus versutus ingår i släktet Mesochorus och familjen brokparasitsteklar. Inga underarter finns listade i Catalogue of Life.